# Omega Tribe
Omega Tribe fue una banda inglesa de anarco-punk, formada en Barnet (Londres) en 1981. Su primer EP, Angry Songs, fue producido por Penny Rimbaud y Pete Fender para el sello Crass en 1982.
Su siguiente LP, No Love Lost, (publicado por Corpus Christi Records, 1983) obtuvo un amplio reconocimiento de la comunidad anarcopunk, lo que le aseguró a la banda un lugar en la historia de dicho movimiento musical. Se caracterizó por un estilo mucho más melódico, alentado por el productor y el nuevo guitarrista Pete Fender, creando un modelo muy influyente que posteriormente muchas otras bandas siguieron.
Lanzaron una cinta con temas en directo con BBP tapes en 1984.
En 1984 se unió Sonny Flint como batería, y tomaron a Jane como saxo y flautista. Peter, el baterista original pasó a tocar la percusión.
Pete Fender abandonó la agrupación a principios de 1984, después de un año memorable para Omega Tribe. Los cambios en la agrupación fueron bastante frecuentes tras ese periodo; un EP de 12", "(It's a) Hard Life"/"Young John", fue finalmente lanzado en 1985, lo que supuso un cambio completo de dirección para la banda.
En 1986, tras la salida del vocalista y miembro fundador Hugh, Omega Tribe pasó a conocerse simplemente como The Tribe (La Tribu). El grupo se mantuvo activo tocando en conciertos en el Reino Unido por un año aproximadamente más pero la oportunidad de editar nuevo material se descartó. Sonny Flint se marchó en 1987. El grupo se separó en 1988.
Omega Tribe se enmendó brevemente para tocar como grupo invitado en la 60.ª fiesta de cumpleaños de Vi Subversa en el London Astoria en junio de 1995. Durante un corto tiempo de incógnito, con el nombre Charlie , la banda prometía, pero sus miembros tenían otros intereses por lo que el efímero proyecto vio su fin.
Un CD recopilatorio, Make Tea Not War, fue editado en el 2000 por la discográfica Rugger Bugger Records, también fue lanzado un vinilo LP de versión reducida. Ambos trabajos se agotaron rápidamente.

## Discografía
- Angry Songs EP (Crass Records 1982)
- No Love Lost LP (Corpus Christi Records 1983)
- Omega-Tribe Live CASSETTE (BBP RECORDS 1983 )
- It's a Hard Life 12"EP (Corpus Christi Records 1985)
- Make Tea Not War CD/LP (Rugger Bugger Records 2000)
- Bullshit Detector compilation, Vol. 2 (Crass Records 1982)